# Пандо (река)
Пандо (исп. Arroyo Pando) — река в республике Уругвай.

## География
Река Пандо берёт начало на возвышенности Кучилья-Гранде в департаменте Канелонес в двух километрах к востоку от Сан-Батисты. Течёт с севера на юг, на её правом берегу расположен одноимённый город, в нижнем течении река разделяет курортные города Эль-Пинар и Нептуния. Впадает в Ла-Плату.
Длина реки составляет 28 км, а её бассейн занимает площадь около 973 км².